# Diéthylphosphate de S-éthylisothio-uronium
Le diéthylphosphate de S-éthylisothio-uronium est un composé chimique de formule [CH3CH2SC(NH2)2]+(CH3CH2O)2POO−. Sous le nom commercial Difetur, il est utilisé comme vasopresseur pour traiter les hypotensions artérielles aiguës résultant par exemple d'un état de choc ou d'une hémorragie, ou pour traiter les cas d'hyperoxie ou les effets de la toxicité de l'oxygène.
Il est utilisé pour augmenter la pression artérielle en cas d'hypotension aiguë à la suite d'une intervention chirurgicale, d'un traumatisme, d'un empoisonnement, d'un état de choc ou d'hémorragies, mais aussi en association avec une anesthésie péridurale, en cas de surdose de ganglioplégiques (en), d'alpha-bloquants, de neuroleptiques ou d'anesthésiques, et dans d'autres situations lorsque les adrénomimétiques sont contre-indiqués ou inefficaces. On l'emploie également pour traiter certaines céphalées, notamment les migraines, ainsi que pour le traitement ou la prévention des nausées et des vomissements associées aux migraines ou à d'autres conditions telles que chimiothérapie ou radiothérapie, voire pour traiter d'autres symptômes des migraines, comme la phonophobie et la photophobie.
Le diéthylphosphate de S-éthylisothio-uronium est un inhibiteur spécifique de l'oxyde nitrique synthase inductible agissant sur le niveau d'oxyde nitrique NO hépatique,. Il agit en augmentant la résistance vasculaire périphérique, le volume d'éjection systolique et la volémie (volume sanguin) et améliorant le travail du ventricule gauche. On observe également un effet analgésique, utérotonique (en), décongestif et anti-inflammatoire.